# Olympia intégral 94
Albums de Julien Clerc
Amours secrètes... Passion publique
(1991)  Le 4 octobre
(1997)
Olympia intégral 94 est un double album live de Julien Clerc sorti en 1994.
18 ans après son dernier concert capté à l’Olympia, Julien Clerc est de retour pour un spectacle en deux parties qui célèbre ses 25 ans de carrière. Pour la première partie (CD 1), il est accompagné par un orchestre rock. Après l'entracte (CD 2), le public est surpris lorsqu'au refrain de Terre de France un rideau se lève sur l'orchestre symphonique Orkestra, donnant de la puissance et de la châleur à la musique de Julien Clerc.
C'est la tournée de l'album Utile écrit intégralement par Étienne Roda-Gil, dont il ne manque aucun classiques. Pendant cinq semaines, il fera salle comble. Comme au concert de Pantin 1983, il interprète L'hymne à l'amour, chanson écrite par Édith Piaf. Jaloux de tout version seule au piano, termine le spectacle, comme d'habitude, repris en cœur par le public.
Cet intégral Olympia 94, malheureusement n'a pas été réédité en DVD. Il existe seulement une version VHS et Laserdisc. Il reste ce double CD, pour partager l'émotion de ce concert.

## Titres CD 1
| CD 1 - 17 titres | CD 1 - 17 titres                                              | CD 1 - 17 titres  | CD 1 - 17 titres            | CD 1 - 17 titres | CD 1 - 17 titres | CD 1 - 17 titres | CD 1 - 17 titres | CD 1 - 17 titres | CD 1 - 17 titres |
| No               | Titre                                                         | Paroles           | Musique                     | Durée            |                  |                  |                  |                  |                  |
| ---------------- | ------------------------------------------------------------- | ----------------- | --------------------------- | ---------------- | ---------------- | ---------------- | ---------------- | ---------------- | ---------------- |
| 1.               | New Virginia                                                  | Étienne Roda-Gil  | Julien Clerc                | 2 min 49 s       |                  |                  |                  |                  |                  |
| 2.               | Souffrir par toi n'est pas souffrir                           | Étienne Roda-Gil  | Julien Clerc                | 4 min 12 s       |                  |                  |                  |                  |                  |
| 3.               | La fille aux bas nylon                                        | Luc Plamondon     | Julien Clerc - Jean Roussel | 4 min 15 s       |                  |                  |                  |                  |                  |
| 4.               | Ballade pour un fou (loco loco) (Adaptation Étienne Roda-Gil) | Horacio Ferrer    | Astor Piazzolla             | 4 min 29 s       |                  |                  |                  |                  |                  |
| 5.               | Utile                                                         | Étienne Roda-Gil  | Julien Clerc                | 3 min 20 s       |                  |                  |                  |                  |                  |
| 6.               | Partir                                                        | Jean-Loup Dabadie | Julien Clerc                | 4 min 45 s       |                  |                  |                  |                  |                  |
| 7.               | Ballade en blanc                                              | Étienne Roda-Gil  | Julien Clerc                | 2 min 49 s       |                  |                  |                  |                  |                  |
| 8.               | Le caravanier                                                 | Étienne Roda-Gil  | Julien Clerc                | 3 min 15 s       |                  |                  |                  |                  |                  |
| 9.               | Fais-moi une place                                            | Françoise Hardy   | Julien Clerc                | 3 min 35 s       |                  |                  |                  |                  |                  |
| 10.              | Noé                                                           | Étienne Roda-Gil  | Julien Clerc                | 3 min 43 s       |                  |                  |                  |                  |                  |
| 11.              | Présentation des musiciens                                    |                   |                             | 1 min 42 s       |                  |                  |                  |                  |                  |
| 12.              | Coquetier bleu                                                | Étienne Roda-Gil  | Julien Clerc                | 3 min 30 s       |                  |                  |                  |                  |                  |
| 13.              | L'art de chanter une chanson                                  |                   |                             | 3 min 29 s       |                  |                  |                  |                  |                  |
| 14.              | Amazone, à la vie                                             | Étienne Roda-Gil  | Julien Clerc                | 3 min 53 s       |                  |                  |                  |                  |                  |
| 15.              | Ce n'est rien                                                 | Étienne Roda-Gil  | Julien Clerc                | 3 min 43 s       |                  |                  |                  |                  |                  |
| 16.              | Je dors avec elle                                             | Étienne Roda-Gil  | Julien Clerc                | 3 min 58 s       |                  |                  |                  |                  |                  |
| 17.              | Femmes, je vous aime                                          | Jean-Loup Dabadie | Julien Clerc                | 4 min 53 s       |                  |                  |                  |                  |                  |
| 62 min 33 s      |                                                               |                   |                             |                  |                  |                  |                  |                  |                  |

## Titres CD 2
| CD 2 - 14 titres | CD 2 - 14 titres            | CD 2 - 14 titres  | CD 2 - 14 titres                 | CD 2 - 14 titres | CD 2 - 14 titres | CD 2 - 14 titres | CD 2 - 14 titres | CD 2 - 14 titres | CD 2 - 14 titres |
| No               | Titre                       | Paroles           | Musique                          | Durée            |                  |                  |                  |                  |                  |
| ---------------- | --------------------------- | ----------------- | -------------------------------- | ---------------- | ---------------- | ---------------- | ---------------- | ---------------- | ---------------- |
| 1.               | Terre de France             | Étienne Roda-Gil  | Julien Clerc                     | 4 min 05 s       |                  |                  |                  |                  |                  |
| 2.               | Le patineur                 | Étienne Roda-Gil  | Julien Clerc                     | 2 min 55 s       |                  |                  |                  |                  |                  |
| 3.               | Ivanovitch                  | Maurice Vallet    | Julien Clerc                     | 3 min 06 s       |                  |                  |                  |                  |                  |
| 4.               | Des jours entiers à t'aimer | Étienne Roda-Gil  | Julien Clerc                     | 3 min 20 s       |                  |                  |                  |                  |                  |
| 5.               | Seule au monde              | Étienne Roda-Gil  | Julien Clerc                     | 5 min 02 s       |                  |                  |                  |                  |                  |
| 6.               | Le cœur volcan              | Étienne Roda-Gil  | Julien Clerc                     | 3 min 22 s       |                  |                  |                  |                  |                  |
| 7.               | La belle est arrivée        | Étienne Roda-Gil  | Julien Clerc                     | 3 min 59 s       |                  |                  |                  |                  |                  |
| 8.               | Mélissa                     | David Mc Neil     | Julien Clerc                     | 3 min 44 s       |                  |                  |                  |                  |                  |
| 9.               | Free demo                   | Étienne Roda-Gil  | Julien Clerc                     | 3 min 56 s       |                  |                  |                  |                  |                  |
| 10.              | Cœur de rocker              | Luc Plamondon     | Julien Clerc                     | 4 min 26 s       |                  |                  |                  |                  |                  |
| 11.              | Si on chantait              | Étienne Roda-Gil  | Julien Clerc                     | 3 min 46 s       |                  |                  |                  |                  |                  |
| 12.              | Ma préférence               | Jean-Loup Dabadie | Julien Clerc                     | 4 min 26 s       |                  |                  |                  |                  |                  |
| 13.              | L'hymne à l'amour           | Édith Piaf        | Marguerite Monnot                | 4 min 12 s       |                  |                  |                  |                  |                  |
| 14.              | Jaloux de tout              | Étienne Roda-Gil  | Julien Clerc - Christian Padovan | 4 min 27 s       |                  |                  |                  |                  |                  |
| 55 min 42 s      |                             |                   |                                  |                  |                  |                  |                  |                  |                  |

## Musiciens
- Chef d'orchestre et claviers :  Jean Schultheis
- Guitare : Patrice Tison
- Basse : Marc Périer
- Batterie : Jean-Philippe Fanfant
- Claviers : Christophe Voisin
- Choriste : Magali Neslot

Le Symphonique Orkestra
- Direction artistique du Symphonique Orkestra : Paul de Prekel
- Chef d'orchestre du Symphonique Orkestra : Olivier Schultheis
- Violons A : Corine Martignoni - Jocelyne Maubre - David Braccini - Florence Dume - Hubert Zhiren - Gilles Donge
- Violon B : Isabelle Martin - Claudine Chaix - Armelle le Coz - Sophie Calais - Franck Chicoisneau
- Alti : Patrick Lemmonier - Arnaud Limonaire - Laurence Labesse - Jean-Jacques Bruere
- Violoncelles : Bettina Brosche - Jean Taverne - Frédéric Loisel - Denys Viollet
- Trombone : William Petit
- Cors : Philippe Hervé - Gilles Bertocchi
- Flûte : Gérard Auge
- Clarinette : Vincent Thomas
- Hautbois : Pascal Lelievre

## Technique
- Enregistrement : Gérard Trévignon et Alain Français
- Studio mobile : De préférence
- Mixage : Dominique Blanc-Francard au Studio Plus XXX (Paris)